# Équipe de Suisse de football en 1954
Cet article présente les résultats de l'équipe de Suisse de football lors de l'année 1954.

## Bilan
|           | Nombre de matchs | Victoires | Défaites | Matchs nuls | Buts marqués | Buts encaissés |
| Domicile  | 3                | 1         | 1        | 1           | 9            | 9              |
| Extérieur | 2                | 0         | 1        | 1           | 1            | 4              |
| Neutre    | 4                | 2         | 2        | 0           | 11           | 11             |
| Total     | 9                | 3         | 4        | 2           | 21           | 24             |

## Matchs et résultats
| Match amical                              | Suisse                                 | 3 - 5   | Allemagne de l'Ouest                          | Stade Saint-Jacques, Bâle                         |                                                   |
| 25 avril 1954 · Historique des rencontres | Fatton 57e · Ballaman 71e · Kernen 86e | (0 - 4) | 5e 31e Schäfer · 16e 85e Walter · 30e Morlock | Spectateurs : 51 864 Arbitrage : Mervyn Griffiths | Spectateurs : 51 864 Arbitrage : Mervyn Griffiths |
| 25 avril 1954 · Historique des rencontres | Rapport                                |         |                                               | Spectateurs : 51 864 Arbitrage : Mervyn Griffiths | Spectateurs : 51 864 Arbitrage : Mervyn Griffiths |

| Match amical                            | Suisse                                         | 3 - 3   | Uruguay                                    | La Pontaise, Lausanne                     |                                           |
| 23 mai 1954 · Historique des rencontres | Casali 33e (pen.) · Antenen 70e · Ballaman 83e | (1 - 1) | 32e Borges · 46e Schiaffino · 84e Martínez | Spectateurs : 44 000 Arbitrage : Leo Horn | Spectateurs : 44 000 Arbitrage : Leo Horn |
| 23 mai 1954 · Historique des rencontres | Rapport                                        |         |                                            | Spectateurs : 44 000 Arbitrage : Leo Horn | Spectateurs : 44 000 Arbitrage : Leo Horn |

| Match amical                                    | Suisse                 | 3 - 1   | Pays-Bas   | Hardturm, Zurich                                |                                                 |
| 30 mai 1954 · 14h00 · Historique des rencontres | Vonlanthen 35e 37e 48e | (2 - 1) | 11e Dillen | Spectateurs : 27 000 Arbitrage : Emil Schmetzer | Spectateurs : 27 000 Arbitrage : Emil Schmetzer |
| 30 mai 1954 · 14h00 · Historique des rencontres | Rapport                |         |            | Spectateurs : 27 000 Arbitrage : Emil Schmetzer | Spectateurs : 27 000 Arbitrage : Emil Schmetzer |

| Coupe du monde 1954 - Groupe D                   | Suisse                  | 2 - 1   | Italie        | La Pontaise, Lausanne                                   |                                                         |
| 17 juin 1954 · 17h50 · Historique des rencontres | Ballaman 18e · Hügi 78e | (1 - 1) | 44e Boniperti | Spectateurs : 43 000 Arbitrage : Mario Gonçalves Vianna | Spectateurs : 43 000 Arbitrage : Mario Gonçalves Vianna |
| 17 juin 1954 · 17h50 · Historique des rencontres | Rapport                 |         |               | Spectateurs : 43 000 Arbitrage : Mario Gonçalves Vianna | Spectateurs : 43 000 Arbitrage : Mario Gonçalves Vianna |

| Coupe du monde 1954 - Groupe D                   | Angleterre               | 2 - 0   | Suisse | Wankdorf, Berne                               |                                               |
| 20 juin 1954 · 17h10 · Historique des rencontres | Mullen 43e · Wilshaw 69e | (1 - 0) |        | Spectateurs : 43 500 Arbitrage : István Zsolt | Spectateurs : 43 500 Arbitrage : István Zsolt |
| 20 juin 1954 · 17h10 · Historique des rencontres | Rapport                  |         |        | Spectateurs : 43 500 Arbitrage : István Zsolt | Spectateurs : 43 500 Arbitrage : István Zsolt |

| Coupe du monde 1954 - Match d'appui              | Suisse                                   | 4 - 1   | Italie    | Stade Saint-Jacques, Bâle                         |                                                   |
| 23 juin 1954 · 18h00 · Historique des rencontres | Hügi 14e 85e · Ballaman 48e · Fatton 90e | (1 - 0) | 67e Nesti | Spectateurs : 30 000 Arbitrage : Mervyn Griffiths | Spectateurs : 30 000 Arbitrage : Mervyn Griffiths |
| 23 juin 1954 · 18h00 · Historique des rencontres | Rapport                                  |         |           | Spectateurs : 30 000 Arbitrage : Mervyn Griffiths | Spectateurs : 30 000 Arbitrage : Mervyn Griffiths |

| Coupe du monde 1954 - 1/4 de finale              | Autriche                                                         | 7 - 5   | Suisse                              | La Pontaise, Lausanne                              |                                                    |
| 26 juin 1954 · 17h00 · Historique des rencontres | Wagner 25e 27e 53e · A. Körner 26e 34e · Ocwirk 32e · Probst 76e | (5 - 4) | Ballaman 16e 39e · Hügi 17e 19e 58e | Spectateurs : 35 000 Arbitrage : Charlie Faultless | Spectateurs : 35 000 Arbitrage : Charlie Faultless |
| 26 juin 1954 · 17h00 · Historique des rencontres | Rapport                                                          |         |                                     | Spectateurs : 35 000 Arbitrage : Charlie Faultless | Spectateurs : 35 000 Arbitrage : Charlie Faultless |

| Match amical                                  | Danemark  | 1 - 1   | Suisse      | Idraetsparken (ancien), Copenhague                |                                                   |
| 19 septembre 1954 · Historique des rencontres | Olesen 4e | (1 - 0) | 86e Antenen | Spectateurs : 39 000 Arbitrage : Johan Bronkhorst | Spectateurs : 39 000 Arbitrage : Johan Bronkhorst |
| 19 septembre 1954 · Historique des rencontres | Rapport   |         |             | Spectateurs : 39 000 Arbitrage : Johan Bronkhorst | Spectateurs : 39 000 Arbitrage : Johan Bronkhorst |

| Match amical                                | Hongrie                     | 3 - 0   | Suisse | Nepstadion, Budapest                      |                                           |
| 10 octobre 1954 · Historique des rencontres | Kocsis 19e 32e · Bozsik 83e | (2 - 0) |        | Spectateurs : 94 000 Arbitrage : Leo Horn | Spectateurs : 94 000 Arbitrage : Leo Horn |
| 10 octobre 1954 · Historique des rencontres | Rapport                     |         |        | Spectateurs : 94 000 Arbitrage : Leo Horn | Spectateurs : 94 000 Arbitrage : Leo Horn |